# Dystrykt Glaro
Dystrykt Glaro – dystrykt w hrabstwie River Gee, we wschodniej części Liberii. 
Położony jest 370 km na wschód od stolicy kraju – Monrovii, oddalony 40 km od siedziby administracyjnej hrabstwa River Gee, miasta Fish Town. Dystrykt znajduje się na granicy z Wybrzeżem Kości Słoniowej.  

## Demografia
Według spisu ludności z 2008 roku jednostka liczyła sobie 5 044 mieszkańców. Natomiast według spisu ludności przeprowadzonego w 2022 roku, dystrykt ma populację liczącą 4 470 mieszkańców, co czyni go najmniej zaludnionym dystryktem w hrabstwie.
Dane z 2008:
| Opis      | Ogółem | Ogółem | Mężczyźni | Mężczyźni | Kobiety | Kobiety |
| --------- | ------ | ------ | --------- | --------- | ------- | ------- |
| Jednostka | osób   | %      | osób      | %         | osób    | %       |
| Populacja | 5 044  | 100    | 2 622     | 52        | 2 422   | 48      |

Dane z 2022:
| Opis      | Ogółem | Ogółem | Mężczyźni | Mężczyźni | Kobiety | Kobiety |
| --------- | ------ | ------ | --------- | --------- | ------- | ------- |
| Jednostka | osób   | %      | osób      | %         | osób    | %       |
| Populacja | 4 470  | 100    | 2 485     | 55,6      | 1 985   | 44,4    |

## Sąsiednie dystrykty
Gilo-Twarbo, Potupo, Sarbo